# Флаг Республики Конго
Государственный флаг Респу́блики Ко́нго (фр. Drapeau de la République du Congo) — принят 15 сентября 1959 года.
Во время существования Народной Республики Конго (3 января 1970 года — 15 марта 1992 года), был заменён на красный флаг с гербом страны в кантоне. Снова восстановлен 10 июня 1991 года. На флаге использованы традиционные панафриканские цвета. Отличительной особенностью флага (от других панафриканских флагов) является диагональное расположение полос.

## История
В эпоху господства французских колониальных сил Французскому Конго было запрещено использовать собственный отличительный колониальный флаг. Подобный акт был связан прежде всего с тем, что это могло бы привести к увеличению националистических настроений и призывов к независимости. Тем не менее, с ростом движения африканской деколонизации, французы были обязаны предоставить ограниченную автономию Конго в качестве самоуправляющейся республики в составе Французского сообщества 28 ноября 1958 года после проведения референдума. Спустя девять месяцев национальное собрание начало обсуждение об утверждении национального флага.
Новый флаг был официально принят 15 сентября 1959 года и остался неизменным, когда Французское Конго стало независимым государством менее, чем через год — 15 августа 1960 года. По случаю провозглашения независимости флаг был размещён в верхней части здания, в котором ранее располагалось французское представительство высокого комиссара. Год спустя после произошедшего в 1968 году государственного переворота новое правительство провозглашает образование Народной Республики Конго. Страна стала, таким образом, первым африканским государством с доктриной марксизма-ленинизма. В целях демонстрации революционных изменений был введён новый национальный гимн и изменён флаг. Он представлял собой красное полотнище, украшенное новым государственным гербом — золотая звезда со скрещёнными молотком и мотыгой в окружении венка — в верхнем левом углу кантона. По компоновке флаг был похож на флаг Советского Союза.
Красный флаг оставался государственным символом вплоть до 1991 года, когда экономические проблемы и ослабление влияния Советского Союза из-за антикоммунистических движений 1989 года завершились демократическими выборами и, в конечном итоге, привели к падению народной республики. Народное собрание, которое курировало переход к демократическому правительству, восстановило флаг 1959 года с 10 июня 1991 года. Цвета и форма флага закреплены в 5-й статье конституции Республики Конго.

Флаг Королевства Конго (примерно XVII век)
Флаг Народной Республики Конго (1 января 1970 года — 9 июня 1991 года)

## Описание
Цвета флага несут культурное, политическое и региональное значения. На национальном уровне зелёный цвет олицетворяет сельское хозяйство и леса Конго, в то время как жёлтый обозначает «дружбу и благородство» конголезского народа. Тем не менее, символика красного цвета так и осталась необъяснённой. С точки зрения всего континента зелёный, жёлтый и красный являются цветами панафриканского движения; при этом это единственный панафриканский флаг, который использует диагональный рисунок в своей конструкции. Кроме того, те же самые цвета используются во флаге Эфиопии, одной из самых старых независимых стран Африки и, помимо Либерии, оставшейся независимой во время колониального раздела.